# RwandAir
RwandAir (zuvor RwandAir Express) ist die staatliche Fluggesellschaft Ruandas mit Sitz in Kigali. Die Gesellschaft hat ihre Basis auf dem Flughafen Kigali.

## Geschichte
Die Fluggesellschaft wurde im Dezember 2002 als Joint-Venture zwischen der Regierung Ruandas (77 %) und Silverback Cargo Freighters (23 %) mit dem Namen RwandAir Express gegründet. Am 23. April 2003 begann der Flugbetrieb mit einer Boeing 737-500, die von Maersk Air aus Dänemark geleast war. Später kamen zwei inzwischen ausgemusterte McDonnell Douglas MD-82, eine De Havilland DHC-8-200 und je eine Boeing 737-500 von Air Malawi und Air Namibia dazu. Die Flugzeuge steuerten vor allem Ziele in den Nachbarländern an.
Im Juni 2009 legte die Fluggesellschaft ihren Beinamen Express ab, um nicht den Anschein einer Regionalfluggesellschaft zu erwecken. Im Herbst 2009 konnten von Lufthansa Regional zwei Bombardier CRJ200LR erworben werden.
Die Fluggesellschaft ist gekennzeichnet von politischer Einflussnahme, was zu vier verschiedenen Vorstandschefs zwischen 2007 und 2010 führte. Da sich Silverback Cargo inzwischen wieder 100 % in Staatsbesitz befindet, ist auch RwandAir heute eine reine Staatsairline. Im Gegensatz zu vielen anderen afrikanischen Fluggesellschaften ist Rwandair registriertes Mitglied der IATA.
Im August 2013 musterte Rwandair ihre letzten beiden Boeing 737-500 aus.
Am 9. September 2015 bestätigte RwandAir die Bestellung von jeweils einem Airbus A330-200 und einem A330-300, welche 2016 ausgeliefert wurden. Die Flugzeuge werden jeweils von Rolls-Royce Trent 772B-Triebwerken angetrieben.
Den Vorstandsvorsitz von RwandAir übernahm im April 2018 Yvonne Makolo, den sie bis heute innehat. Noch für das Jahr 2019 wird der Ausbau der Flotte um zwei Boeing 737 MAX 8 sowie um zwei Airbus A330neo erwartet, die damit insgesamt 16 Flugzeuge umfassen soll.
Anfang Februar 2020 kündigte Qatar Airways die Übernahme von 49 Prozent der Anteile an der RwandAir an.

## Flugziele
RwandAir fliegt vom Flughafen Kigali neben nationalen Zielen weitere Flugziele in Afrika an. Außerhalb Afrikas werden unter anderem Ziele in Europa bedient.

## Flotte

### Aktuelle Flotte

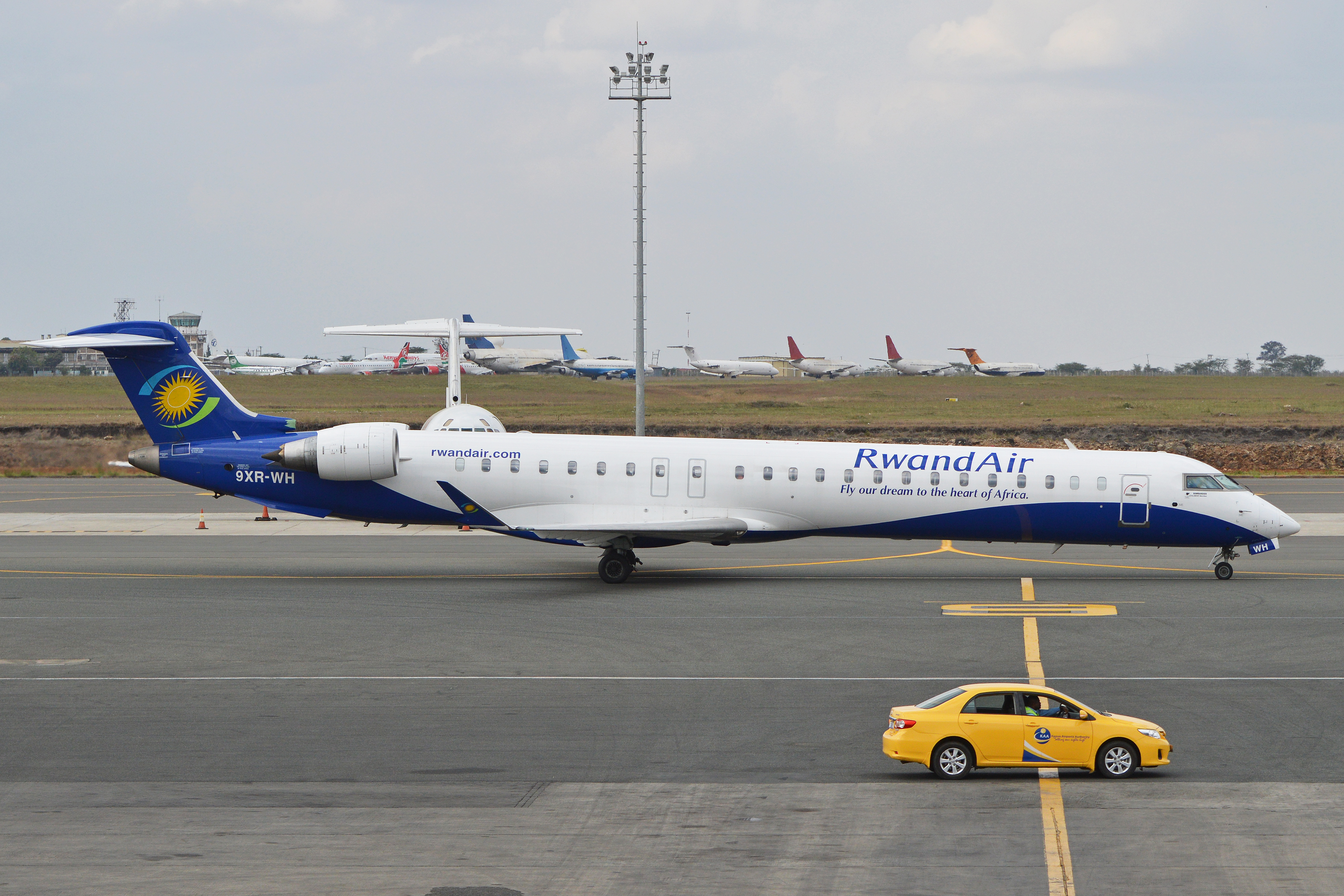
Bombardier CRJ900 der RwandAir

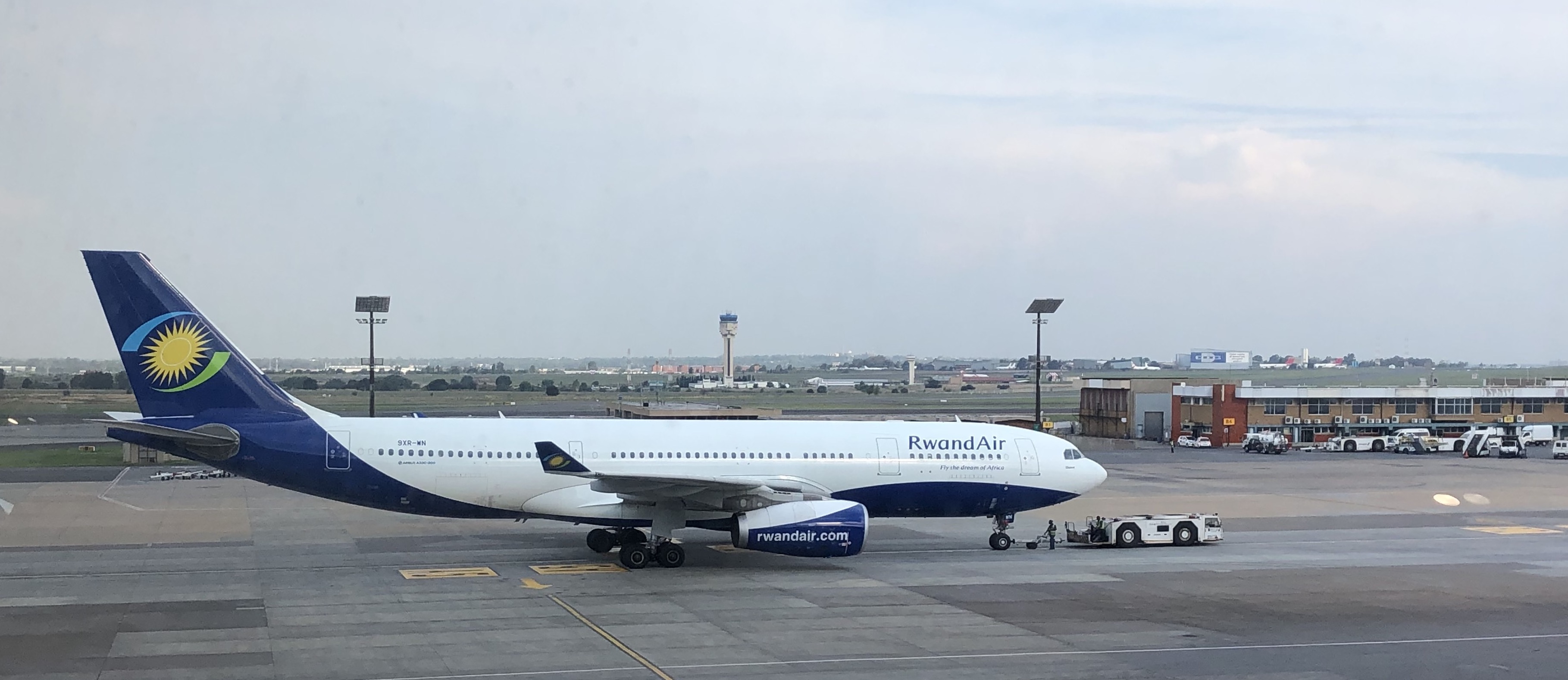
Airbus A330-200 der RwandAir

Mit Stand Januar 2024 besteht die Flotte der RwandAir aus 14 Flugzeugen mit einem Durchschnittsalter von 11,1 Jahren:
| Flugzeugtyp            | Anzahl | bestellt | Anmerkungen                             | Sitzplätze (Business/Eco+/Eco) | Durchschnittsalter (Januar 2024) |
| ---------------------- | ------ | -------- | --------------------------------------- | ------------------------------ | -------------------------------- |
| Airbus A330-200        | 02     |          |                                         | 244 (20/21/203)                | 10,1 Jahre                       |
| Airbus A330-300        | 01     |          |                                         | 274 (30/21/223)                | 7,2 Jahre                        |
| Boeing 737-700         | 01     |          | mit Winglets ausgestattet               | 120 (12/-/108)                 | 16,7 Jahre                       |
| Boeing 737-800         | 05     |          | eine inaktiv; mit Winglets ausgestattet | 154 (16/-/138)                 | 11,7 Jahre                       |
| Boeing 737-800BCF      | 01     |          |                                         | Cargo                          | 11,7 Jahre                       |
| Bombardier CRJ900      | 02     |          | einer inaktiv                           | 75 (6/-/69)                    | 11,3 Jahre                       |
| De Havilland DHC-8-400 | 02     |          |                                         | 67 (7/-/60)                    | 9,4 Jahre                        |
| Gesamt                 | 14     | -        |                                         |                                | 11,1 Jahre                       |

### Ehemalige Flugzeugtypen
- Boeing 737-500
- Bombardier CRJ-200
- De Havilland DHC-8-100/200
- McDonnell Douglas MD-82

## Zwischenfälle
RwandAir verzeichnet in ihrer Geschichte einen Unfall mit Todesopfern:
- Am 12. November 2009 meldete die Besatzung einer Bombardier CRJ100 nach dem Start vom Flughafen Kigali in Richtung Entebbe technische Probleme und bat um eine Rückkehr zum Flughafen. Das Flugzeug landete sicher und erreichte seine zugewiesene Parkposition. Der Kapitän meldete, dass sich die Leistung der Triebwerke nicht drosseln ließe, und diese weiterhin bei voller Leistung verblieben, woraufhin sich die Maschine wieder in Bewegung setzte, beschleunigte, einige Zäune durchbrach und wenig später mit einem Gebäude kollidierte. Von den zehn Fluggästen und drei Besatzungsmitgliedern überlebte ein Passagier den Unfall nicht. Am Flugzeug kam es zu starken strukturellen Schäden; es musste abgeschrieben werden (siehe auch RwandAir-Flug 205).[7]